# Droga krajowa D12 (Chorwacja)
Droga krajowa D12 (chorw. Državna cesta D12) – droga krajowa na terenie Chorwacji. Obecnie przebiega w całości przez żupanię zagrzebską, tworząc połączenie drogi krajowej D10 (węzeł Vrbovec 2) z Farkaševac. W przyszłości ma powstać dalszy odcinek w kierunku Bjelovaru, Viroviticy i granicy z Węgrami, jednak data rozpoczęcia prac nie jest jeszcze znana. Obecnie istnieje 10,6 km dwujezdniowej drogi ekspresowej.
W 2008 roku planowano powstanie drogi jako sześciopasowej autostrady A13 o identycznym przebiegu, jednak do maja 2012 roku zbudowano tylko węzeł Vrbovec 2 krzyżujący trasę z niedoszłą autostradą A12. 20 czerwca 2012 roku rząd Chorwacji anulował projekt autostrady.